# 한국의 대중매체
한국의 대중매체는 인쇄매체인 책, 신문, 잡지 그리고 전자매체인 텔레비전, 라디오, 영화로 구성 되어 있다. 근대 한국 저널리즘은 19세기 후반 개항 이후 시작되었다. 한국 언론은 처음부터 개혁주의 와 민족주의적 성향이 강했지만 20세기 대부분의 기간 동안 정치적 통제나 노골적인 검열에 직면했다. 이후 20세기 후반에는 인터넷 기반 웹사이트 등 다양한 유형의 뉴스 대중 커뮤니케이션이 나타났다.

## 역사

### 식민지 시대
1910년 한일병합조약이 체결되자 조선총독부는 다른 공공 기관과 함께 언론을 직접 통제했다. 1919년 3·1운동 이후, 식민 정부는 문화 활동에 대한 노골적인 통제를 완화하고 여러 한국 신문이 정치적으로 민감한 주제에 대한 배후 지시를 유지하면서 기능하도록 허용했다.
1920년대에 동아일보 와 같은 한국의 토속 신문과 개벽(창작) 과 같은 지적 저널은 일본 검열관들과 계속되는 교전을 벌였다. 식민 당국은 1926년에서 1932년 사이에 수백 차례에 걸쳐 개별 호의 판매를 금지했다. 이후 몇 년 간의 제2차 세계 대전 동원은 한국 언론의 자율성에 대한 유사성을 종식시켰다. 모든 한국어 출판물은 1941년에 금지되었다.

### 제2차 세계대전 이후
1945년부터 1948년까지 대한민국에서는 다양한 종류의 신문과 정기 간행물이 급격히 증가하였으며, 정부는 간헐적으로 언론을 검열하였다. 이후 거의 모든 대한민국 정부는 때때로 언론 통제를 시도하였다.
이승만 정부는 좌파 신문을 금지한 군사정권의 조례 제88호를 계승하였다. 이승만은 1948년부터 1960년 사이 온건한 성향의 신문을 폐간하고, 기자와 발행인을 여러 차례 체포하는 등 언론에 대한 강경한 통제 정책을 펼쳤다. 1961년 집권한 박정희 국가재건최고회의는 서울에 있던 64개 일간지 중 15개를 제외한 모든 일간지를 폐간하였고, 라디오와 뉴스 대행사(통신사)를 통해 국내 뉴스 서비스, 주간지, 월간지에 공식 노선을 강제하며 등록을 거부하는 등 언론을 엄격히 통제하였다. 박정희 정부는 1964년 언론윤리위원회법을 제정하였고, 1972년 이후에는 정부에 대한 비판을 처벌하는 긴급 조치를 도입하여 언론 질서 유지에 나섰다. 1974년에는 언론인 해고 지시와 함께 국가정보원(KCIA)을 이용해 동아일보의 광고주들을 압박, 정부에 대한 대중 반대 여론 보도를 중단하도록 강요하였다.
박정희 정부와 이후의 전두환 정부는 국가보안법을 통해 언론에 대한 강력한 통제와 감시를 실행하였다. 1980년대 후반, 전두환 정부는 한국 전쟁 이후 남한에서 볼 수 없었던 수준의 철저한 언론 통제를 확립하였다. 독립 통신사는 국영 기관으로 통합되었고, 수많은 지방 신문이 폐간되었으며, 중앙 신문은 지방 방송국 특파원 파견을 금지당했다. 또한 기독교 방송 네트워크는 뉴스 보도를 제공하지 못하게 되었고, 독립 방송사 두 곳은 국영 한국방송공사(KBS)에 흡수되었다. 당시 노태우가 지휘하던 기무사령부와 문화정보부는 수백 명의 언론인을 해고하고 신문 작성 및 편집을 금지하는 명령을 내렸다.
1980년 12월 제정된 언론기본법은 전두환 정부의 언론 통제 체계의 법적 정점으로, 신문과 정기간행물, 방송 매체에 대한 검열과 통제를 규정하였다. 이 법은 언론인의 전문 자격도 설정하였다. 언론 검열은 매일 문화정보부 산하 공공정보정책실에서 발송하는 보도지침을 통해 이루어졌으며, 이는 정보 당국, 정부 기관, 청와대 비서실과 조율되었다. 보도지침은 다뤄야 할 주제, 피해야 할 내용, 정부 보도자료 사용 여부, 심지어 헤드라인 크기까지 상세히 지시하였다. 이행 강제는 편집자에 대한 전화 협박에서부터 경찰에 의한 심문과 구타에 이르기까지 다양한 형태로 나타났다. 한 전직 문화정보부 공무원은 1988년 국회 청문회에서 1980년부터 1982년까지 재임 기간 중 보도지침 준수율이 약 70%에 달했다고 증언하였다.
1980년대 중반까지 인쇄 및 방송 매체에 대한 검열은 전두환 정부가 가장 광범위하고 공개적으로 비판받는 관행 중 하나였다. 정부가 통제하는 연합뉴스조차 1989년에 1980년대 초 정부에 대한 왜곡된 보도로 인해 TV 회사들이 신랄한 대중 비판의 대상이 되었다고 언급하였다. 언론사 편집자들은 언론기본법 및 관련 관행 폐지를 촉구하였으나 국회에서 법안 통과가 이루어지지 않았고, KBS의 검열에 항의하는 공개 캠페인이 언론의 주목을 받았다. 1986년 여름에는 여당 내에서도 여론에 호응하는 움직임이 나타났다.
1980년대 후반 정치적 자유화는 언론 규제를 완화시켰고, 1980년 5·18 광주 민주화 운동과 같은 민감한 사안을 더 적극적으로 보도하려는 신세대 언론인들이 등장하였다. 1987년 6월 29일 노무현의 8항 선언은 지방 도시에 신문 특파원 배치를 허용하고 신문사 내 보안요원 철수를 포함하는 언론 자유를 제공하였다. 이로 인해 한국 언론은 급속한 확장기를 맞이하였다. 서울신문은 취재 범위를 확대하였고, 상업방송 MBC도 1980년대 초 국영 KBS가 관리하던 상태에서 독립 방송을 재개하였다. 라디오 방송국 수도 1985년 74개에서 1988년 말 111개, 1989년 말에는 125개로 증가하였다. 정부는 출판 산업에 대한 규제도 완화하여 정기간행물 수도 증가하였다.
1980년대 후반부터 한국 언론은 질적인 변화도 겪었다. 기독교 방송은 1987년에 뉴스와 종교 프로그램을 재개하였고, 정부는 북한 출신 예술가와 음악가의 작품에 대한 금지 조치를 일부 해제하였다. 반체제 언론인들이 운영하는 신문들이 1988년부터 발간되기 시작하였으며, 많은 새로운 주간 및 월간 정기간행물은 정치, 경제, 국가 안보에 대한 심층 분석을 제공하였다. 언론 보도는 정치·군사 관계, 군 내 파벌, 보안 기관 역할, 반체제 조직 활동 등 이전에 금기시되었던 주제를 다루기 시작하였다. 노동조합 조직과 편집 자율성 요구도 활발히 일어났다.
1989년 당시 한국의 4대 일간지인 중앙일보, 한국일보, 조선일보, 동아일보의 총 발행 부수는 650만 부를 넘었으며, 반체제 신문인 한겨레의 독자는 45만 명으로 전문 경제신문보다는 많았다. 주요 일간지는 민간 소유였고, 정부 소유 신문은 한국일보가 대표적이었다. 일부 일간 간행물은 스포츠팬과 청소년을 대상으로 전문 독자층을 확보하였다. 영어 신문인 코리아 헤럴드(정부 지원)와 코리아 타임즈(독립)는 외국 외교 공관과 기업에서 널리 읽혔다. 중국어 일간지는 한국 내 소수 중국인 인구를 위한 서비스를 제공하였다.
연합뉴스는 정부 기관과 신문, 방송사에 국내외 뉴스를 제공하였으며, 아시아 태평양 뉴스 네트워크를 통해 영어로 한국 발전 정보를 전달하였다. 4개의 위성 링크 스테이션을 보유해 세계 미디어와의 연결을 용이하게 하였다. 1988년 서울올림픽을 위해 설립된 국제방송센터는 10,000여 명의 방송사를 지원하였다. KBS 라디오 네트워크는 12개 언어로 해외 방송을 진행하였으며, 사설 라디오 네트워크인 아시아방송사와 극동방송은 소련 극동, 중국, 일본 등 광범위한 지역에 방송을 제공하였다.
남한 정부는 북한 문제를 전담하는 내외신문사도 지원하였다. 내외신문은 원래 정부 노선을 따르는 선전 매체였으나 1980년대 중반부터는 북한의 정치, 사회, 경제 상황을 보다 객관적이고 온건하게 보도하였다. 영문 간행물인 ‘Vantage Point’는 북한의 사회·경제·정치 발전에 관한 심층 연구를 제공하였다.
정부 소유 신문과 방송을 제외한 언론 소유권은 대체로 정치적·경제적 권력과 분리되어 있으나, 보수 일간지 중앙일보는 예외였다. 삼성그룹 창업자 이병철의 감독 아래 중앙일보와 산하 TBC 방송 네트워크는 1970년대 박정희 정부를 지지하였으나, 1980년 전두환 정부의 TBC와 KBS 합병 강요로 관계가 악화되었다. 1989년 중앙일보 언론인 파업은 주요 신문사 내 경영권 및 편집권 확대를 요구하는 대표적 사례였다.
한국의 주요 신문들은 광고와 주요 출판사와의 제휴를 통해 재정적 지원을 받았다. 예를 들어 동아출판사는 동아일보뿐 아니라 어린이 신문, 월간지 ‘신동아’, 여성 잡지, 학생용 참고서 및 잡지를 발간하였다. 전후 기간 내내 동아일보는 반대파에 동정적인 태도를 보여왔다.
1988년 5월부터 발행을 시작한 반체제 신문 한겨레는 1970~80년대 정부에 의해 숙청된 반체제 언론인들이 설립하였다. 많은 기자와 편집진이 기존 주류 신문사를 떠나 새로운 벤처에 합류하였다. <한겨레>는 정부의 보도지침과 언론기본법을 거부하며, 공개 캠페인과 노동조합 결성으로 독립 언론의 자유를 추구하였다.
전반적으로 1980년대 후반과 1990년대 초반 한국 언론은 정부 통제로부터 점진적으로 벗어나 독립성을 확대하며, 다양한 정치적 입장과 사회적 문제에 대해 보다 개방적이고 다양한 보도를 제공하였다. 그러나 완전한 자유와 독립은 계속 논쟁의 대상이 되었으며, 언론은 여전히 정치적, 경제적 영향에서 자유롭지 못했다.

### 정보화 시대 이후
수십 년간의 국가 통제와 엄격한 검열을 거친 후, 한국의 언론(인쇄 매체, 텔레비전, 온라인)은 상대적인 자유의 시기를 맞이하고 있다. 1987년 억압적이었던 언론기본법이 폐지된 이후, 1990년대부터 텔레비전 시장이 급격히 확대되었다. 1980년 당시 전국의 신문 수는 28개에 불과했으나, 현재는 122개로 증가하였다. 2002년에는 위성 방송이 전국 가정에 다채널 상업 텔레비전을 보급함으로써 미디어 접근성이 크게 향상되었다.
대다수 외부 관측통들은 한국에서 정치적 담론에 대한 제한이 거의 없다고 평가하고 있으나, 여전히 주목할 만한 우려가 존재한다. 국가보안법은 정부가 친북 혹은 공산주의로 간주되는 사상의 표현을 제한할 수 있도록 허용하고 있으며, 이 법령의 광범위한 해석은 평화적인 반대 의견 표출마저 제약하는 결과를 낳고 있다. 또한 2003년 노무현 대통령이 주요 4대 일간지를 상대로 명예훼손 소송을 제기하는 등, 정부는 허위 사실이 담긴 사설에 대해 법적 조치를 취할 의지를 분명히 하였다. 외부 관측자들은 정부와 경제계가 보도에 영향을 미치기 위해 사용하는 압력 수단을 비판하고 있다.
한국의 주요 일간지로는 조선일보, 동아일보, 중앙일보, 한국일보 등이 있으며 모두 서울에서 발행된다. 전국을 대상으로 하는 5대 텔레비전 방송사는 공영방송인 KBS1, KBS2, 공공기관이 운영하는 MBC, 국영방송인 EBS, 그리고 상업방송인 SBS이다. 한국 가정의 약 70%가 광대역 인터넷에 접속하고 있으며, 온라인 미디어 시장은 빠르게 성장하고 있다. 예를 들어, 인기 뉴스 웹사이트인 OhMyNews.com은 하루 1,500만 건 이상의 방문을 기록하고 있다.
인터넷과 뉴미디어 시대의 도래에 따라 전통적인 신문의 구독자 수와 열독자 수가 현저히 감소하는 추세가 나타나고 있다. 이에 많은 신문사들이 온라인 뉴스 서비스에 주력하며 디지털 플랫폼을 통해 뉴스를 제공하고 있다. 오프라인 인쇄 신문의 영향력이 축소됨에 따라 신문사들은 웹사이트, 모바일 애플리케이션, 소셜 미디어 등 다양한 온라인 채널을 활용하여 독자와의 접점을 확대하고 있다. 아울러 실시간 뉴스 업데이트, 멀티미디어 콘텐츠(영상, 팟캐스트 등) 및 맞춤형 뉴스 제공 등 디지털 특성을 반영한 다양한 서비스를 제공하고 있다. 이와 같은 변화는 독자들의 뉴스 소비 패턴 변화를 반영한 전략인 동시에, 치열해진 미디어 경쟁 환경에서 생존을 위한 필수적인 전환이라 할 수 있다.
유튜브, 넷플릭스, 틱톡 등 동영상 스트리밍 서비스와 소셜 미디어 플랫폼이 주요 대중매체로 자리 잡았다. 이러한 플랫폼들은 개인 창작자부터 대형 미디어 기업까지 다양한 콘텐츠 생산자가 참여하여 광범위한 콘텐츠 소비를 가능하게 한다. 특히 1인 미디어의 성장과 함께 이용자의 직접적인 참여와 소통이 활발해졌다. 팟캐스트와 오디오북 등 음성 기반 매체가 인기를 끌며, 언제 어디서나 콘텐츠를 접할 수 있는 편리함이 확산되고 있다. 이는 이동 중이나 다중작업 시에도 미디어를 소비할 수 있는 새로운 방식으로 자리매김하였다.
기존의 신문과 방송 매체들은 디지털 전환을 통해 웹사이트, 모바일 앱, 소셜 미디어 채널을 적극 활용하며, 실시간 뉴스 제공과 멀티미디어 콘텐츠 강화에 힘쓰고 있다. 동시에 인공지능(AI) 기반 맞춤형 뉴스 추천 서비스가 보편화되어 개인별 관심사에 맞는 정보 제공이 이루어지고 있다. 가상현실(VR), 증강현실(AR) 등 신기술을 접목한 콘텐츠 개발도 활발히 진행되어, 몰입감 높은 경험을 제공하는 새로운 형태의 대중매체가 등장하고 있다.

## 인쇄 매체

### 책
백군화상 초록불조 직지심체요절 ( 직지, Anthology, Anthology of Zen Buddhist Teachers)은 현존하는 세계에서 가장 오래된 금속활자본이다.   이 책은 1452-1455년에 인쇄된 요하네스 구텐베르크의 "42행 성경"보다 78년 앞선 1377년(고려 왕조)에 출판되었다. 1446년 '조선'의 4대 왕이자 '집현전'의 학자인 세종에 의해 '훈민정음'이 출판되었다. 이 글은 현대 고유 한글의 기초가 되는 '한글'의 반포에 대해 설명한다. 그것은 '훈민정음 예의본(본체)'과 '훈민정음 해레본(해설)'의 두 부분으로 구성되어 있다. 서론에서 세종대왕은 훈민정음을 창제한 목적을 밝혔다. 1997년 유네스코 세계기록유산으로 등재되었다.

## 규정

### 비즈니스 규정

#### 시장 진입 제한
누가 방송사업을 할 것인가를 결정하는 가장 강력한 규제다. 이 규정은 대게 전자파가 부족하여 방송시스템을 운영하고자 하는 자는 모두 할 수 없고, 사업자는 방송사를 운영하기 위하여 공정하게 설정해야 한다는 것을 기반으로 하고 있다(예: 재정력, 사회경험 등). 얼마 전까지만 해도 대기업(상위 30위 이상), 신문사, 기획사는 언론의 독립성 때문에 방송 시스템을 운영할 수 없었다. (역사적으로 한국에 문제를 일으켰습니다.) 하지만 최근에 개정된 미디어법은 이를 허용한다.
- 지상파 방송, 케이블 텔레비전 방송, 위성 방송: 정부가 허가함.
- 뉴스채널, 종합서비스채널, 홈쇼핑채널: 정부가 승인함.
- 기타 프로그램: Resister[5]

#### 소유권 제한
이것은 한 사업자가 소유할 수 있는 방송 시스템의 수를 제한하는 것을 의미한다. 이의 목적은 방송의 독점이나 과점을 방지하는 것입니다.  요약하자면:
- 한 제공자(개인 또는 법인)는 지상파 방송사 및 위성 방송사에서 하나의 사업만 소유할 수 있다.
- 케이블 시스템 운영자와 프로그램 제공자는 둘 이상의 방송사와 전송 라인을 소유할 수 있다. 그러나 시장 점유율과 공급자 수에 관해서는 정부에 의해 제한될 수 있다.
- 한 제공자는 지상파 방송사와 케이블 방송사의 결합을 제외하고 지상파 방송사, 위성 방송사, 케이블 방송사를 소유할 수 있다.
- 케이블 방송에서는 한 제공자가 시스템 운영자, 네트워크 운영자 및 프로그램 제공자에게 서비스를 제공할 수 있지만, 시장 점유율 및 제공자 수와 관련하여 제한될 수 있다.

이명박 정부의 방송법과 인터넷멀티미디어방송사업법이 새롭게 제정되면서 흐름이 바뀌고 있다. 신문사와 대기업은 지상파 방송사 지분 10%, 케이블 방송사 지분 30%, IPTV나 뉴스 채널 지분 49%를 보유할 수 있다.

### 콘텐츠 규제
한국 미디어 내의 콘텐츠는 경우에 따라 상당히 제한되는 경우가 많다. 그들은 대량의 유혈과 폭력 및 중요한 법률에 유배될 수 있는 모든 것을 검열하는 경향이 있다(보통 어떤 출처에 있는지에 따라 다르다).

## 같이 보기
- 한국의 신문 목록
- 한국의 커뮤니케이션